# Laurie Nunn
Laurie Nunn (Londra, maggio 1986) è una sceneggiatrice e drammaturga britannica nota per aver creato la serie commedia drammatica di Netflix Sex Education.
Figlia del regista teatrale britannico Trevor Nunn e dall'attrice australiana Sharon Lee-Hill, si trasferisce in Australia all'età di 14 anni.  Nel 2007 ha conseguito una laurea in Cinema e Televisione presso il Victorian College of the Arts ed un Master in sceneggiatura presso la National Film and Television School nel 2012. Nel 2017, è stata selezionata al Bruntwood Prize per King Brown, la sua prima opera teatrale.